# Wolfram Saenger
Wolfram Saenger (Frankfurt am Main, 23 de abril de 1939) é um bioquímico alemão.

## Vida
Wolfram Saenger obteve o doutorado em química em 1965 na Universidade Técnica de Darmstadt com a tese Thermodynamik und Kinetik einiger alpha-Cyclodextrin-Einschlußverbindungen in wäßriger Lösung. Após um pós-doutorado com Jack Zanas Gougoutas na Universidade Harvard foi pesquisador no Max-Planck-Institut für experimentelle Medizin em Göttingen, com habilitação em 1972 na Universidade de Göttingen. Desde 1981 é professor da Universidade Livre de Berlim.

## Condecorações
- Prêmio Gottfried Wilhelm Leibniz 1988
- Prêmio Humboldt 1988
- Prêmio Gay-Lussac Humboldt 1994 [1]